# Island i Eurovision Song Contest
Island har deltaget 20 gange i Eurovision Song Contest siden deres debut i 1986. Islands bedste placering var i 1999, hvor Selma endte på en 2. plads med sangen All out of luck, kun slået af Sverige til sidst i afstemningen.
Island er kommet på sidste pladsen 2 gange, med 0 point i 1989 og 3 point i 2001.
Sigríður Beinteinsdóttir har deltaget flest gange for Island nemlig i 1990, 1992 og 1994.
Islands bedste resultat siden 2009, blev til en 4. Plads i 2021 opført af bandet Daði og Gagnamagnið, med sangen "10 years".

## Repræsentanter
Nøgle
     Vinder
     Anden plads
     Tredje plads
     Sidste plads
     Deltager valgt, men konkurrerede ikke
| År                 | Kunstner             | Sang                    | Sprog           | Oversættelse                 | Finale             | Point              | Semi                        | Point                       |
| ------------------ | -------------------- | ----------------------- | --------------- | ---------------------------- | ------------------ | ------------------ | --------------------------- | --------------------------- |
| 1986               | ICY                  | "Gleðibankinn"          | Islandsk        | Glædesbanken                 | 16                 | 19                 | Ingen semifinaler           | Ingen semifinaler           |
| 1987               | Halla Margrét        | "Hægt og hljótt"        | Islandsk        | Langsomt og stille           | 16                 | 28                 | Ingen semifinaler           | Ingen semifinaler           |
| 1988               | Beathoven            | "Þú og þeir (Sókrates)" | Islandsk        | Du og dem (Sokrates)         | 16                 | 20                 | Ingen semifinaler           | Ingen semifinaler           |
| 1989               | Daníel Ágúst         | "Það sem enginn sér"    | Islandsk        | Det som ingen ser            | 22                 | 0                  | Ingen semifinaler           | Ingen semifinaler           |
| 1990               | Stjórnin             | "Eitt lag enn"          | Islandsk        | Endnu en sang                | 4                  | 124                | Ingen semifinaler           | Ingen semifinaler           |
| 1991               | Stefán & Eyfi        | "Draumur um Nínu"       | Islandsk        | Drømmen om Nina              | 15                 | 26                 | Ingen semifinaler           | Ingen semifinaler           |
| 1992               | Heart 2 Heart        | "Nei eða já"            | Islandsk        | Nej eller ja                 | 7                  | 80                 | Ingen semifinaler           | Ingen semifinaler           |
| 1993               | Inga                 | "Þá veistu svarið"      | Islandsk        | Så kender du svaret          | 13                 | 42                 | Kvalifikacija za Millstreet | Kvalifikacija za Millstreet |
| 1994               | Sigga                | "Nætur"                 | Islandsk        | Nætter                       | 12                 | 49                 | Ingen semifinaler           | Ingen semifinaler           |
| 1995               | Bo Halldórsson       | "Núna"                  | Islandsk        | Nu                           | 15                 | 31                 | Ingen semifinaler           | Ingen semifinaler           |
| 1996               | Anna Mjöll           | "Sjúbídú"               | Islandsk        | Shubidu                      | 13                 | 51                 | 10                          | 59                          |
| 1997               | Paul Oscar           | "Minn hinsti dans"      | Islandsk        | Min sidste dans              | 20                 | 18                 | Ingen semifinaler           | Ingen semifinaler           |
| Deltog ikke i 1998 |                      |                         |                 |                              |                    |                    |                             |                             |
| 1999               | Selma Björnsdóttir   | "All Out of Luck"       | Engelsk         | Helt uden lykke              | 2                  | 146                | Ingen semifinaler           | Ingen semifinaler           |
| 2000               | Einar Ágúst & Telma  | "Tell Me!"              | Engelsk         | Fortæl mig!                  | 12                 | 45                 | Ingen semifinaler           | Ingen semifinaler           |
| 2001               | Two Tricky           | "Angel"                 | Engelsk         | Engel                        | 22                 | 3                  | Ingen semifinaler           | Ingen semifinaler           |
| Deltog ikke i 2002 |                      |                         |                 |                              |                    |                    |                             |                             |
| 2003               | Birgitta Haukdal     | "Open Your Heart"       | Engelsk         | Åben dit hjerte              | 8                  | 81                 | Ingen semifinaler           | Ingen semifinaler           |
| 2004               | Jónsi                | "Heaven"                | Engelsk         | Himmel                       | 19                 | 16                 | Top 10 året før             | Top 10 året før             |
| 2005               | Selma Björnsdóttir   | "If I Had Your Love"    | Engelsk         | Hvis jeg havde din kærlighed | Ikke kvalificeret  | Ikke kvalificeret  | 16                          | 52                          |
| 2006               | Silvia Night         | "Congratulations"       | Engelsk         | Tillykke                     | Ikke kvalificeret  | Ikke kvalificeret  | 13                          | 62                          |
| 2007               | Eiríkur Hauksson     | "Valentine Lost"        | Engelsk         | Tabt Valentine               | Ikke kvalificeret  | Ikke kvalificeret  | 13                          | 77                          |
| 2008               | Euroband             | "This Is My Life"       | Engelsk         | Dette er mit liv             | 14                 | 64                 | 8                           | 68                          |
| 2009               | Yohanna              | "Is It True?"           | Engelsk         | Er det sandt?                | 2                  | 218                | 1                           | 174                         |
| 2010               | Hera Björk           | "Je ne sais quoi"       | Engelsk, fransk | Jeg ved ikke hvad            | 19                 | 41                 | 3                           | 123                         |
| 2011               | Sjonni's Friends     | "Coming Home"           | Engelsk         | Kommer hjem                  | 20                 | 61                 | 4                           | 100                         |
| 2012               | Gréta Salóme & Jónsi | "Never Forget"          | Engelsk         | Glem aldrig                  | 20                 | 46                 | 8                           | 75                          |
| 2013               | Eyþór Ingi           | "Ég á líf"              | Islandsk        | Jeg har et liv               | 17                 | 47                 | 6                           | 72                          |
| 2014               | Pollapönk            | "No Prejudice"          | Engelsk         | Ingen fordomme               | 15                 | 58                 | 8                           | 61                          |
| 2015               | María Ólafsdóttir    | "Unbroken"              | Engelsk         | Ikke i stykker               | Ikke kvalificeret  | Ikke kvalificeret  | 15                          | 14                          |
| 2016               | Gréta Salóme         | "Hear Them Calling"     | Engelsk         | Hører dem kalde              | Ikke kvalificeret  | Ikke kvalificeret  | 14                          | 51                          |
| 2017               | Svala                | "Paper"                 | Engelsk         | Papir                        | Ikke kvalificeret  | Ikke kvalificeret  | 15                          | 60                          |
| 2018               | Ari Ólafsson         | "Our Choice"            | Engelsk         | Vores valg                   | Ikke kvalificeret  | Ikke kvalificeret  | 19                          | 15                          |
| 2019               | Hatari               | "Hatrið mun sigra"      | Islandsk        | Had vil sejre                | 10                 | 232                | 3                           | 221                         |
| 2020               | Daði & Gagnamagnið   | "Think About Things"    | Engelsk         | Tænk over ting               | Konkurrence aflyst | Konkurrence aflyst | Konkurrence aflyst          | Konkurrence aflyst          |
| 2021               | Daði & Gagnamagnið   | "10 Years"              | Engelsk         | 10 år                        | 4                  | 378                | 2                           | 288                         |
| 2022               | Systur               | "Með hækkandi sól"      | Islandsk        | Med den opgående sol         | 23                 | 20                 | 10                          | 103                         |
| 2023               | Diljá                | "Power"                 | Engelsk         | Magt                         | Ikke kvalificeret  | Ikke kvalificeret  | 11                          | 44                          |
| 2024               | Hera Björk           | "Scared of Heights"     | Engelsk         | Bange for højder             | Ikke kvalificeret  | Ikke kvalificeret  | 15                          | 3                           |
| 2025               | VÆB                  | "RÓA"                   | Islandsk        | Ror                          | 25                 | 33                 | 6                           | 97                          |

## Pointstatistik (1986-2025)

### Flest point til og fra - top 5
NB: Kun point givet i finalerne er talt med.
| Island har givet flest point til | Island har givet flest point til | Island har givet flest point til |
| Placering                        | Land                             | Point                            |
| -------------------------------- | -------------------------------- | -------------------------------- |
| 1                                | Sverige                          | 297                              |
| 2                                | Danmark                          | 200                              |
| 3                                | Norge                            | 196                              |
| 4                                | Frankrig                         | 146                              |
| 5                                | Finland                          | 127                              |

| Island har modtaget flest point fra | Island har modtaget flest point fra | Island har modtaget flest point fra |
| Placering                           | Land                                | Point                               |
| ----------------------------------- | ----------------------------------- | ----------------------------------- |
| 1                                   | Sverige                             | 142                                 |
| 2                                   | Danmark                             | 141                                 |
| 3                                   | Norge                               | 133                                 |
| 4                                   | Storbritannien                      | 100                                 |
| 5                                   | Finland                             | 90                                  |

### 12 point (til og fra)
NB: Kun 12 point givet i finalerne siden er talt med.
| Island har modtaget 12 point fra | Island har modtaget 12 point fra | Island har modtaget 12 point fra |
| År                               | Jury                             | Televoting                       |
| -------------------------------- | -------------------------------- | -------------------------------- |
| 1990                             | Portugal, Storbritannien         | Ingen separat televoting         |
| 1992                             | Storbritannien                   | Ingen separat televoting         |
| 1999                             | Cypern, Danmark, Sverige         | Ingen separat televoting         |
| 2000                             | Danmark                          | Ingen separat televoting         |
| 2003                             | Malta, Norge                     | Ingen separat televoting         |
| 2008                             | Danmark                          | Ingen separat televoting         |
| 2009                             | Irland, Malta, Norge             | Ingen separat televoting         |
| 2011                             | Ungarn                           | Ingen separat televoting         |
| 2019                             | Modtog ikke 12 point             | Finland, Polen, Ungarn           |
| 2021                             | Østrig                           | Australien, Danmark, Finland     |

| Island har givet 12 point til | Island har givet 12 point til | Island har givet 12 point til |
| År                            | Jury                          | Televoting                    |
| ----------------------------- | ----------------------------- | ----------------------------- |
| 1986                          | Sverige                       | Ingen separat televoting      |
| 1987                          | Tyskland                      | Ingen separat televoting      |
| 1988                          | Jugoslavien                   | Ingen separat televoting      |
| 1989                          | Cypern                        | Ingen separat televoting      |
| 1990                          | Frankrig                      | Ingen separat televoting      |
| 1991                          | Sverige                       | Ingen separat televoting      |
| 1992                          | Schweiz                       | Ingen separat televoting      |
| 1993                          | Storbritannien                | Ingen separat televoting      |
| 1994                          | Irland                        | Ingen separat televoting      |
| 1995                          | Norge                         | Ingen separat televoting      |
| 1996                          | Estland                       | Ingen separat televoting      |
| 1997                          | Cypern                        | Ingen separat televoting      |
| 1999                          | Danmark                       | Ingen separat televoting      |
| 2000                          | Danmark                       | Ingen separat televoting      |
| 2001                          | Danmark                       | Ingen separat televoting      |
| 2003                          | Norge                         | Ingen separat televoting      |
| 2004                          | Ukraine                       | Ingen separat televoting      |
| 2005                          | Norge                         | Ingen separat televoting      |
| 2006                          | Finland                       | Ingen separat televoting      |
| 2007                          | Finland                       | Ingen separat televoting      |
| 2008                          | Danmark                       | Ingen separat televoting      |
| 2009                          | Norge                         | Ingen separat televoting      |
| 2010                          | Danmark                       | Ingen separat televoting      |
| 2011                          | Danmark                       | Ingen separat televoting      |
| 2012                          | Sverige                       | Ingen separat televoting      |
| 2013                          | Danmark                       | Ingen separat televoting      |
| 2014                          | Holland                       | Ingen separat televoting      |
| 2015                          | Sverige                       | Ingen separat televoting      |
| 2016                          | Holland                       | Sverige                       |
| 2017                          | Portugal                      | Portugal                      |
| 2018                          | Østrig                        | Danmark                       |
| 2019                          | Sverige                       | Norge                         |
| 2021                          | Schweiz                       | Finland                       |
| 2022                          | Sverige                       | Ukraine                       |
| 2023                          | Australien                    | Finland                       |
| 2024                          | Frankrig                      | Kroatien                      |
| 2025                          | Sverige                       | Polen                         |

### Flest point til og fra - alle lande
NB: Kun point givet i finalerne er talt med.
| Island har givet point til | Island har givet point til | Island har givet point til |
| Placering                  | Land                       | Point                      |
| -------------------------- | -------------------------- | -------------------------- |
| 1                          | Sverige                    | 297                        |
| 2                          | Danmark                    | 200                        |
| 3                          | Norge                      | 196                        |
| 4                          | Frankrig                   | 146                        |
| 5                          | Finland                    | 127                        |
| 6                          | Schweiz                    | 99                         |
| 7                          | Holland                    | 93                         |
| 8                          | Portugal                   | 87                         |
| 9                          | Østrig                     | 84                         |
| 10                         | Tyskland                   | 82                         |
| 11                         | Ukraine                    | 75                         |
| 12                         | Estland                    | 73                         |
| 13                         | Australien                 | 71                         |
| =                          | Storbritannien             | 71                         |
| 15                         | Irland                     | 68                         |
| =                          | Italien                    | 68                         |
| 17                         | Belgien                    | 61                         |
| 18                         | Cypern                     | 59                         |
| =                          | Israel                     | 59                         |
| 20                         | Rusland                    | 56                         |
| 21                         | Kroatien                   | 55                         |
| 22                         | Polen                      | 54                         |
| 23                         | Jugoslavien                | 48                         |
| 24                         | Ungarn                     | 46                         |
| 25                         | Grækenland                 | 40                         |
| 26                         | Spanien                    | 35                         |
| 27                         | Tjekkiet                   | 32                         |
| 28                         | Malta                      | 28                         |
| 29                         | Litauen                    | 26                         |
| 30                         | Aserbajdsjan               | 24                         |
| =                          | Letland                    | 24                         |
| 32                         | Rumænien                   | 23                         |
| 33                         | Albanien                   | 21                         |
| =                          | Tyrkiet                    | 21                         |
| 35                         | Moldova                    | 20                         |
| 36                         | Bulgarien                  | 18                         |
| 37                         | Serbien                    | 16                         |
| 38                         | Armenien                   | 13                         |
| =                          | Slovenien                  | 13                         |
| 40                         | Luxembourg                 | 9                          |
| 41                         | Bosnien-Hercegovina        | 8                          |
| =                          | Nordmakedonien             | 8                          |
| 43                         | Serbien og Montenegro      | 7                          |
| 44                         | Hviderusland               | 4                          |
| 45                         | Georgien                   | 2                          |
| 46                         | San Marino                 | 1                          |
| 47                         | Andorra                    | 0                          |
| =                          | Marokko                    | 0                          |
| =                          | Monaco                     | 0                          |
| =                          | Montenegro                 | 0                          |
| =                          | Slovakiet                  | 0                          |

| Island har modtaget point fra | Island har modtaget point fra | Island har modtaget point fra |
| Placering                     | Land                          | Point                         |
| ----------------------------- | ----------------------------- | ----------------------------- |
| 1                             | Sverige                       | 142                           |
| 2                             | Danmark                       | 141                           |
| 3                             | Norge                         | 133                           |
| 4                             | Storbritannien                | 100                           |
| 5                             | Finland                       | 90                            |
| 6                             | Irland                        | 78                            |
| =                             | Portugal                      | 78                            |
| 8                             | Estland                       | 72                            |
| 9                             | Holland                       | 69                            |
| 10                            | Spanien                       | 67                            |
| 11                            | Østrig                        | 66                            |
| 12                            | Tyskland                      | 61                            |
| 13                            | Belgien                       | 58                            |
| 14                            | Malta                         | 52                            |
| 15                            | Italien                       | 49                            |
| =                             | Slovenien                     | 49                            |
| 17                            | Ungarn                        | 48                            |
| 18                            | Schweiz                       | 47                            |
| 19                            | Polen                         | 46                            |
| 20                            | Israel                        | 44                            |
| 21                            | Letland                       | 42                            |
| 22                            | Litauen                       | 40                            |
| 23                            | Australien                    | 38                            |
| 24                            | Grækenland                    | 31                            |
| =                             | Kroatien                      | 31                            |
| 26                            | Cypern                        | 29                            |
| =                             | Frankrig                      | 29                            |
| 28                            | Tjekkiet                      | 27                            |
| 29                            | Tyrkiet                       | 23                            |
| 30                            | Ukraine                       | 22                            |
| 31                            | Rusland                       | 20                            |
| 32                            | Serbien                       | 17                            |
| 33                            | San Marino                    | 16                            |
| 34                            | Rumænien                      | 15                            |
| 35                            | Luxembourg                    | 13                            |
| 36                            | Slovakiet                     | 12                            |
| 37                            | Hviderusland                  | 11                            |
| 38                            | Georgien                      | 10                            |
| 39                            | Moldova                       | 9                             |
| 40                            | Andorra                       | 8                             |
| =                             | Armenien                      | 8                             |
| =                             | Nordmakedonien                | 8                             |
| 43                            | Montenegro                    | 7                             |
| 44                            | Albanien                      | 6                             |
| 45                            | Bulgarien                     | 5                             |
| =                             | Monaco                        | 5                             |
| 47                            | Jugoslavien                   | 4                             |
| 48                            | Bosnien-Hercegovina           | 1                             |
| 49                            | Aserbajdsjan                  | 0                             |
| =                             | Marokko                       | 0                             |
| =                             | Serbien og Montenegro         | 0                             |

## Kommentatorer og jurytalsmænd
| År   | Kommentator                | Jurytalsmand                   |
| ---- | -------------------------- | ------------------------------ |
| 1970 | Ingen kommentator          | Deltog ikke                    |
| 1971 | Ukendt                     | Deltog ikke                    |
| 1972 | Björn Matthíasson          | Deltog ikke                    |
| 1973 | Jón O. Edwald              | Deltog ikke                    |
| 1974 | Ukendt                     | Deltog ikke                    |
| 1975 | Dóra Hafsteinsdóttir       | Deltog ikke                    |
| 1976 | Jón Skaptason              | Deltog ikke                    |
| 1977 | Ingen kommentator          | Deltog ikke                    |
| 1978 | Ragna Ragnars              | Deltog ikke                    |
| 1979 | Ukendt                     | Deltog ikke                    |
| 1980 | Ukendt                     | Deltog ikke                    |
| 1981 | Ukendt                     | Deltog ikke                    |
| 1982 | Ukendt                     | Deltog ikke                    |
| 1983 | Ukendt                     | Deltog ikke                    |
| 1984 | Ukendt                     | Deltog ikke                    |
| 1985 | Hinrik Bjarnason           | Deltog ikke                    |
| 1986 | Þorgeir Ástvaldsson        | Guðrún Skúladóttir             |
| 1987 | Kolbrún Halldórsdóttir     | Guðrún Skúladóttir             |
| 1988 | Hermann Gunnarsson         | Guðrún Skúladóttir             |
| 1989 | Arthúr Björgvin Bollason   | Erla Björk Skúladóttir         |
| 1990 | Arthúr Björgvin Bollason   | Árni Snævarr                   |
| 1991 | Arthúr Björgvin Bollason   | Guðríður Ólafsdóttir           |
| 1992 | Árni Snævarr               | Guðrún Skúladóttir             |
| 1993 | Jakob Frímann Magnússon    | Guðrún Skúladóttir             |
| 1994 | Jakob Frímann Magnússon    | Sigríður Arnardóttir           |
| 1995 | Jakob Frímann Magnússon    | Áslaug Dóra Eyjólfsdóttir      |
| 1996 | Jakob Frímann Magnússon    | Svanhildur Konráðsdóttir       |
| 1997 | Jakob Frímann Magnússon    | Svanhildur Konráðsdóttir       |
| 1998 | Páll Óskar Hjálmtýsson     | Deltog ikke                    |
| 1999 | Gísli Marteinn Baldursson  | Áslaug Dóra Eyjólfsdóttir      |
| 2000 | Gísli Marteinn Baldursson  | Ragnheiður Elín Clausen        |
| 2001 | Gísli Marteinn Baldursson  | Eva María Jónsdóttir           |
| 2002 | Logi Bergmann Eiðsson      | Deltog ikke                    |
| 2003 | Gísli Marteinn Baldursson  | Eva María Jónsdóttir           |
| 2004 | Gísli Marteinn Baldursson  | Sigrún Ósk Kristjánsdóttir     |
| 2005 | Gísli Marteinn Baldursson  | Ragnhildur Steinunn Jónsdóttir |
| 2006 | Sigmar Guðmundsson         | Ragnhildur Steinunn Jónsdóttir |
| 2007 | Sigmar Guðmundsson         | Ragnhildur Steinunn Jónsdóttir |
| 2008 | Sigmar Guðmundsson         | Brynja Þorgeirsdóttir          |
| 2009 | Sigmar Guðmundsson         | Þóra Tómasdóttir               |
| 2010 | Sigmar Guðmundsson         | Jóhanna Guðrún Jónsdóttir      |
| 2011 | Hrafnhildur Halldórsdóttir | Ragnhildur Steinunn Jónsdóttir |
| 2012 | Hrafnhildur Halldórsdóttir | Matthías Matthíasson           |
| 2013 | Felix Bergsson             | María Sigrún Hilmarsdóttir     |
| 2014 | Felix Bergsson             | Benedikt Valsson               |
| 2015 | Felix Bergsson             | Sigríður Halldórsdóttir        |
| 2016 | Gísli Marteinn Baldursson  | Unnsteinn Manuel Stefánsson    |
| 2017 | Gísli Marteinn Baldursson  | Björgvin Halldórsson           |
| 2018 | Gísli Marteinn Baldursson  | Edda Sif Pálsdóttir            |
| 2019 | Gísli Marteinn Baldursson  | Jóhannes Haukur Jóhannesson    |
| 2021 | Gísli Marteinn Baldursson  | Hannes Óli Ágústsson           |
| 2022 | Gísli Marteinn Baldursson  | Árný Fjóla Ásmundsdóttir       |
| 2023 | Gísli Marteinn Baldursson  | Einar Stefánsson               |
| 2024 | Guðrún Dís Emilsdóttir     | Friðrik Ómar Hjörleifsson      |
| 2025 | Guðrún Dís Emilsdóttir     | Hera Björk                     |

## Galleri
- Eiríkur Hauksson i Helsinki (2007)
- Euroband i Beograd (2008)